# Эбель, Вильгельм
Вильгельм Эбель (нем. Wilhelm Ebel, 1908, Гарзухе, близ Олавы, Германская империя — 1980, Гёттинген, ФРГ) — немецкий правовед, историк права, руководящий сотрудник Аненербе, гауптштурмфюрер СС.

## Биография
В 1927-1931 гг. изучал право и историю в Бонне. В 1933 г. защитил кандидатскую диссертацию, в 1935 г. - докторскую диссертацию. С 1933 г. ассистент в Бонне, в 1936-1939 гг. доцент, затем экстраординарный профессор, заместитель заведующего кафедрой в Марбурге, Кёнигсберге и Ростоке. С 1 октября 1939 г. ординарный профессор в Гёттингене. Занимался, в том числе, исследованиями в области брачного права, изучал поселения вооружённых крестьян. С 1942 г. возглавлял исследовательский отдел индогерманского немецкого права Аненербе. Был доверенным лицом Гиммлера.
1 мая 1933 г. вступил в НСДАП, в 1934 г. в Национал-социалистический союз правоведов. В мае-декабре 1938 г. гауфахгруппенляйтер учителей высшей школы в правовом управлении Мекленбурга. 11 апреля 1940 г. вступил в СС. Работал в СД, в октябре 1943-марте 1944 гг. преподавал в юнкерской школе СС в Бад-Тёльце. В годы Второй мировой войны служил в войсках СС.
В 1945-1947 гг. находился в плену. В 1954 г. вернулся на свой пост ординарного профессора в Гёттингене, возглавлял университетский архив, был куратором университета. В 1954-1959 гг. преподавал лесное право на лесоводческом факультете в Гёттингене. С 1965 г. на пенсии.
Сын Вильгельма Эбеля - Фридрих Эбель (1944-2005), известный цивилист и историк немецкого права, профессор Свободного университета в Берлине. Он отчасти продолжил дело своего отца, уделяя большое внимание истории городского права. В то время как Вильгельм Эбель изучал Любекское право, его сын обратился к истории Магдебургского. Его усилиями было начато издание целой серии архивных материалов, отражающих распространение и действие Магдебургского права в Центральной и Восточной Европе. При жизни учёного успели выйти в свет тома с приговорами Магдебургского шеффенского суда для городов Нижней Саксонии и Бреслау. Готовятся к изданию тома с III по IX, в которые должны войти материалы по другим регионам; среди последних (т. VII) - территории орденской Пруссии, часть которой сегодня входит в состав России.

## Сочинения
- Jurisprudencia Lubecensis. Lübeck : Schmidt-Römhild, 1980.
- Probleme der deutschen Rechtsgeschichte. Göttingen : Schwartz, 1978.
- Rechtsgeschichtliches aus Niederdeutschland. Göttingen : Schwartz, 1978.
- Recht und Form. Tübingen : Mohr, 1975.
- Der Göttinger Professor Johann Stephan Pütter aus Iserlohn. Göttingen : Schwartz, 1975.
- Joh[ann] Stefan Pütter. Essen : Verband d. Pütter-Familien, 1972.
- Memorabilia Gottingensia. Göttingen : Vandenhoeck u. Ruprecht, 1969.
- Quellen zur Geschichte des deutschen Arbeitsrechts (bis 1849). Göttingen : Musterschmidt, 1964.
- Gustav Hugo, Professor in Göttingen. Göttingen : Vandenhoeck & Ruprecht, 1964.
- Jacob Grimm und die deutsche Rechtswissenschaft. Göttingen : Vandenhoeck & Ruprecht, 1963.
- Catalogus professorum Gottingensium 1734 - 1962. Göttingen : Vandenhoeck & Ruprecht, 1962.
- Studie über ein Goslarer Ratsurteilsbuch des 16. Jahrhunderts. Göttingen : Schwartz, 1961.
- Das Ende des friesischen Rechts in Ostfriesland. Aurich : Verl. Ostfriesische Landschaft, 1961.
- Zur Geschichte der Juristenfakultät und des Rechtsstudiums an der Georgia Augusta. Göttingen : Vandenhoeck & Ruprecht, 1960.
- Geschichte der Gesetzgebung in Deutschland. Göttingen : Schwartz, 1958, 2., erw. Aufl.
- Der Bürgereid als Geltungsgrund und Gestaltungsprinzip des deutschen mittelalterlichen Stadtrechts. Weimar : Böhlau, 1958.
- Bürgerliches Rechtsleben zur Hansezeit in Lübecker Ratsurteilen. Göttingen : "Musterschmidt", 1954.
- Die Willkür. Göttingen : Schwartz, 1953.
- Deutsches Recht im Osten. Kitzingen/Main : Holzner, 1952.
- Das Revaler Ratsurteilsbuch (Register van affsproken) 1515 - 1554. [Göttingen] : Göttinger Arbeitskreis, 1952.
- Lübisches Kaufmannsrecht. Göttingen : Göttinger Arbeitskreis, [1952].
- Hansisches Recht. Göttingen : Fleischer, 1949.
- Die Rostocker Urfehden. Rostock : Hinstorff, 1938.
- Die Hamburger Feuerkontrakte und die Anfänge des deutschen Feuerversicherungsrechts. Weimar : Böhlau, 1936.
- Gewerbliches Arbeitsvertragsrecht im deutschen Mittelalter. Weimar : Böhlau, 1934.